# Polski Owczarek Nizinny
Der Polski Owczarek Nizinny (abgekürzt PON, übersetzt polnischer Niederungshütehund) ist eine von der FCI anerkannte polnische Hunderasse (FCI-Gruppe 1, Sektion 1, Standard Nr. 251).

## Herkunft und Geschichtliches
Zur Herkunft der Rasse Polski Owczarek Nizinny gibt es keine eindeutigen Belege. Vermutet werden asiatische Hunderassen wie der Tibetterrier, der Lhasa Apso oder der Tibetspaniel als Vorfahren. Eine erstmalige schriftliche Erwähnung im „Handbuch für Zoologie“ aus dem Jahr 1779 von Krzysztof Kluk – Zoologe und Botaniker – und die Akten des Zamoyskis-Majorats sprechen für eine alte Herkunft des PON. Es werden „…einfache, wuschelige Hunde, sehr gelehrig, mit großem Verstand und die Gedanken des Schäfers ahnend…“ erwähnt.
In Polen begannen Anfang des 20. Jahrhunderts Maris Czetwerryska-Grocholska und die Schwestern Wanda und Rosa Zoltrowska diesen Hundetyp reinrassig zu züchten. Der Eigenschaften als Gebrauchs- und Arbeitshund standen im Fokus der züchterischen Bemühungen. 1924 wurden erstmals Hunde dieser Rasse auf der Geflügel-Tauben- und Hundeausstellung in Warschau gezeigt.
Ende der 1930er Jahre gab es durch den polnischen Zuchtverband Anstrengungen mit dem Ziel, alle PON-typischen Hunde registrieren zu lassen.
Der Zweite Weltkrieg machte diese Bemühungen zunichte. Nach dem Ende des Krieges waren in Polen nur noch wenige Tiere dieser Rasse bei Bauern zu finden. Dass die Rasse fortbestehen konnte und vereinheitlicht wurde, ist maßgeblich der polnischen Tierärztin Danuta Hryniewicz (1914–2007) mit ihrer Zucht z Kordegardy zu verdanken. Sie reiste durch das polnische Tiefland und kaufte einige der letzten verbliebenen Hunde dieser Rasse auf. Durch gezielte Inzucht wurde der Stammvater der Nachkriegs-PONs Smok Kordegardy geboren.
Frau Hryniewicz stand mit ihren Bemühungen um die Rasse nicht allein da: Elzbieta Kusionowicz mit ihrer Zuchtstätte z Babliej Wsi konnte ebenfalls Erfolge für den Erhalt des PON aufweisen. Aus ihrer Zucht stammt der Rüde Szilem z Babliej Wsi, der ebenfalls als einer der Urväter des PON gilt. Die Zuchtstätte z Babliej Wsi hatte allerdings nur wenige Jahre Bestand. Dennoch hat auch Szilem berühmte Nachfahren wie Witez z Kordegardy oder Radosz z Psiego Raju. Mitte der 1950er Jahre fand in Bydgoszcz die erste Hundeausstellung nach dem Krieg statt. Hier wurde Smok z Kordegardy erstmals ausgestellt. Er wurde zum Leitbild der Rasse, und nach ihm formulierte die Sektion Bydgoszcz, der kynologische Club in Polen 1959 den Standard. Weitere berühmte PONs aus dieser Zeit sind Inkluz z Kordegardy, Isia z Kordegardy und Hajda z Kordegardy. 1963 wurde die Rasse Polski Owczarek Nizinny durch die FCI anerkannt.
Am 10. November 1969 fiel der erste Wurf Polski Owczarek Nizinny in der DDR und wurde in das Zuchtbuch der Sparte Spezialzuchtgemeinschaft für Hirten- und Hütehunde des Verbandes der Kleingärtner, Siedler und Kleintierzüchter eingetragen. Die erste Züchterin des Polski Owczarek Nizinny in der DDR war Gertrud Gartenschläger mit ihrer Zuchtstätte vom PON-Garten, deren PON-Hündin Czeremcha z Colchidy von dem berühmten PON-Rüden Doman z Kordegardy erfolgreich gedeckt wurde, mit 4 Rüden/4 Hündinnen. Das Zuchtbuch der VKSK Spezialzuchtgemeinschaft für Hirten- und Hütehunde in der DDR verzeichnete bis zum Ende der DDR 1990 1665 Eintragungen.
In die Bundesrepublik kamen die ersten PONs 1972 durch Jörg Haufschild. Er reiste unter schwierigen Bedingungen nach Polen und konnte durch einen Tausch gegen zwei Kaninchendackel den Rüden Limbo Urania nach Deutschland bringen, der zum Stammvater der PONs in der BRD wurde. Im Jahr 1975 fiel der erste PON-Wurf in der Bundesrepublik Deutschland in der Zuchtstätte von Otti mit 3 Welpen (2 Rüden/1 Hündin). Züchter war Jörg Haufschild.
Im Zuge der Vereinigung der beiden deutschen Staaten wurde die Sparte für die PON-Zucht im VKSK im Juni 1990 aufgelöst, und die meisten Züchter der Rasse PON aus der DDR schlossen sich dem Allgemeinen Klub für Polnische Hunderassen an.

## Beschreibung
Der Polski Owczarek Nizinny ist ein mittelgroßer Hund mit mehr rechteckigem als quadratischem Format. Das Verhältnis von Widerristhöhe zur Rumpflänge beträgt 9:10. Die Widerristhöhe soll bei Hündinnen mindestens 42 bis 47 cm, bei Rüden mindestens 45 bis 50 cm betragen. Der PON muss den Typ eines Gebrauchshundes bewahren, infolgedessen darf seine Körpergröße den Standard nicht unterschreiten, er darf weder zu schwach noch empfindlich sein. Die Statur ist gedrungen und muskulös. Das derbe Fell ist lang und dicht mit weicher Unterwolle. Alle Farben und Flecken sind erlaubt. Die Stirn ist charakteristisch verhangen, der Stop ausgeprägt.

## Wesen
Der PON hat heute einen Platz als Familienhund gefunden und erfreut sich wachsender Beliebtheit. Stark auf seine Menschen geprägt ist er Fremden gegenüber zunächst reserviert. Innerhalb seiner Familie ist der PON sehr anhänglich und verspielt, nimmt aber auch pflichtbewusst seine Aufgabe als Wachhund wahr: Besucher werden zuverlässig gemeldet. Er zeigt typischerweise ein ausgeprägtes Hüteverhalten, Jagdverhalten ist hingegen wenig bis gar nicht ausgeprägt.
Das Temperament des PON ist lebhaft aber gemäßigt. Er ist intelligent, wachsam und mit einem hervorragenden Gedächtnis und ausgezeichneter Aufnahmebereitschaft ausgestattet. Der PON ist ein guter Futterverwerter und widerstandsfähig gegenüber klimatischen Gegebenheiten.
Seine Erziehung gestaltet sich mit liebevoller Konsequenz einfach. Dank seines Arbeitswillens, seines starken Willens zu gefallen und seines ausgezeichneten Gedächtnisses lässt sich der PON zu einem zuverlässigen Begleithund ausbilden. Dabei ist es für ihn wichtig, seinen Lebensmittelpunkt in der Familie zu haben. Eine Zwingerhaltung ist daher ausgeschlossen.

## Verwendung
Ursprünglich war der Polski Owczarek Nizinny Hüte- und Wachhund. Da er für diese Aufgaben kaum noch Verwendung findet, wird er heute oft als zuverlässiger Begleithund ausgebildet. Durch seine Wendigkeit eignet sich der PON für viele Hundesportarten wie Agility, Obedience oder Dogdancing. Auch als Behindertenbegleithund ist er im Einsatz, und in Rettungshundestaffeln hat er sich vielfach bewährt.

## Gesundheitliches
Laut der Datenbank der US-amerikanischen Orthopedic Foundation for Animals (OFA) kommt Hüftdysplasie beim PON bei durchschnittlich 15,3 % der untersuchten Hunde vor. Daneben ist eine spät einsetzende Form der Progressiven Retinaatrophie (PRA) in der Rasse beschrieben, die sich einfach autosomal rezessiv vererbt. Die verantwortliche Mutation ist nicht bekannt.
Die Rasse ist außerdem von einer Form der erblichen Ceroid-Lipofuszinose (CCL) betroffen. Dabei kommt es zunächst zu einer ab dem Alter von etwa zwei Jahren nachweisbaren Einlagerung von Lipofuszin im Augenhintergrund, die zu einer fortschreitenden Verschlechterung des Sehvermögens bis zur Erblindung im Alter von ca. vier Jahren führt. Zu diesem Zeitpunkt weisen erkrankte Hunde normalerweise bereits Zeichen von Ataxie auf, die sich kontinuierlich verschlechtert. Die fortschreitende Schädigung des Nervensystems führt schließlich zum Tod. Die Krankheit vererbt sich einfach autosomal rezessiv, ein Gentest ist zurzeit nicht verfügbar.
Da die Population des PON in den Anfängen der Zucht sehr überschaubar war, schlich sich der Erbfehler der verkürzten Ruten ein. Um ein einheitliches Bild zur Anerkennung der Rasse durch die FCI präsentieren zu können, wurden die langrutig geborenen PON kupiert. Seit 1998 ist das Kupieren in Deutschland und vielen anderen Ländern Europas verboten, und der PON darf mit seiner ursprünglich langen Rute präsentiert werden.